# Sommarlust

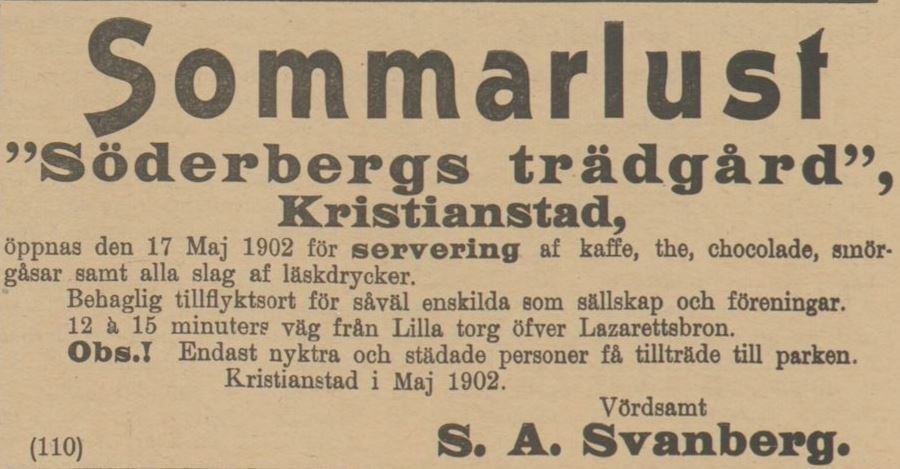
Annons i Kristianstads läns tidning 1902-05-15. I Kristianstadsbladet 1902-05-20 kan man läsa ”Sommarlust, vårt nyaste förlustelseställe, besöktes i går af ett par tusen promenerande, som tycktes finna sig angenämt öfverraskade af den nya tillflyktsorten undan stadens enformighet”. I olika skrifter anges ibland felaktigt att Sommarlust öppnade 1903.

Sommarlust var från 1902 till 2015 en nöjesanläggning och folkpark i Kristianstad med dansbanor, servering och artistframträdanden.

## Historik
Sven August Svanberg, skomakare och nykterhetsivrare, öppnade 17 maj 1902 kaféet Sommarlust i Kristianstad. Svanberg hade i konkurrens med Kristianstads arbetarekommun fått arrendera det som efter ägaren allmänt kallades ”Söderbergs trädgård”, en fruktträdgård strax norr om den egentliga staden. Arbetarekommunen öppnade i stället 1905 sin Folkets park i Hammar strax öster om staden. 
Svanberg lät bygga en öppen dansbana under tak, anlägga gångar och placera ut bord och stolar i parken. Den första tiden var lukrativ men när Folkets park startade i Hammar 1905 och liknande anläggningar öppnades i närbelägna orter blev konkurrensen om besökare för svår. Såväl Svanbergs Sommarlust som arbetarnas Folkets park tvingades att lägga ner verksamheten efter säsongen 1913.

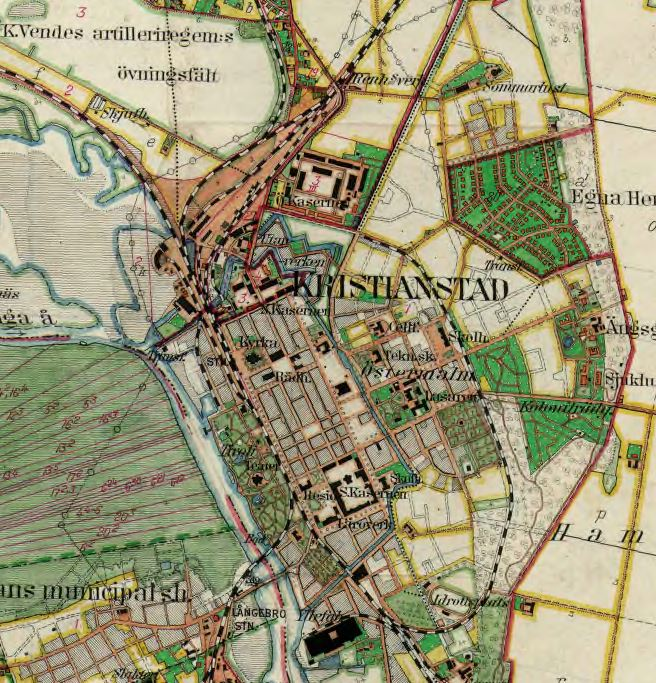
Häradsekonomiska kartan 1926-1934. Sommarlust syns uppe till höger.

Frans G. Wiberg övertog arrendet av Sommarlust 1914. Utöver servering och dans blev det nu vanligt med artistframträdanden. Wiberg lät bygga en rymligare serveringspaviljong, en mindre scen samt en helt öppen dansbana bredvid den gamla. Med åren tillkom flera byggnader, bland annat en teaterbyggnad 1938 samt skjutbana och radiobilbana. Från 1922 hölls öppet året runt. Sommarlust bar sig ekonomiskt men gav ingen större vinst. (1944 bidrog frukten från träden med 2 000 kr. Av fallfrukten gjordes ”Must Sommarlust”.)
1943 övertog de fackliga och politiska organisationerna driften av Sommarlust. Arbetarekommunen hade därmed åter fått en Folkets park. På Sommarlust fanns på 1940- och 1950-talen dansbanor, radiobilar, tamdjur, skjutbanor och basarstånd. Kända artister, orkestrar och teatergrupper uppträdde. Ekonomiska problem tillstötte emellertid och 1956 såldes parken till två privatpersoner. Dessa lyckades inte heller få den lönsam. Arbetarrörelsen kunde redan 1958 köpa tillbaka Sommarlust på exekutiv auktion och drev den sedan vidare under många år med mycket ideellt arbete och med ekonomiskt stöd från kommunen. Anläggningar rustades upp och nya tillkom. 
Man erbjöd dans, konserter, dansskola, familjeprogram, bingo, teater- och operettföreställningar, utställningar, konferenser och annat. På 1970- och 1980-talen arrangerade jazzklubben Blue Bird spelningar med internationella storheter. 1980 blev Kristianstads folkets park utsedd till ”Årets folkpark” vid Folkparksforum och dess föreståndare, Folke Isaksson, tilldelades 1984 stadens kulturpris. Isaksson ledde Sommarlust från 1959 till sin pensionering 1988.
På 1990-talet blev det tydligt att Sommarlusts storhetstid var över. Danspubliken krympte och andra konsertarenor tog över artisterna. Andra folkparker upplevde samma utveckling. Sommarlust fick åter problem med ekonomin. Man gick samman med Åhus Folkets park, men det förvärrade snarast läget. För att rädda verksamheten såldes delar av marken till Riksbyggen som ville bygga flerfamiljshus. Man minskade danskvällarna från varje till varannan fredagskväll.
2015 stängdes nöjesanläggningen Sommarlust för gott. Kommunen köpte den kvarstående marken för att bygga bostäder. ”Sommarlust” betecknar numera bostadsområdet vid den tidigare nöjesanläggningen.